# Frans Casper Snitger
Frans Casper Snitger (* 12. November 1724 in Alkmaar; † 12. November 1799 in Groningen) war ein niederländischer Orgelbauer und führte zusammen mit Heinrich Hermann Freytag die Schnitger-Tradition in den Niederlanden fort.

## Leben
Frans Casper Snitger wurde als Enkel von Arp Schnitger und Sohn von Franz Caspar Schnitger, mit dem er gelegentlich verwechselt wird, und Anna Margaretha Debberts (1693–1761) geboren. Am 15. November 1724 wurde er in Alkmaar getauft. Entsprechend niederländischen Konventionen schrieb er sich nicht mehr „Schnitger“. Albertus Antonius Hinsz heiratete am 28. Dezember 1732 in Groningen die Witwe von Franz Caspar Schnitger und wurde zum Stiefvater von Snitger. In dem Maß, wie sich Hinsz’ Gesundheitszustand verschlechterte, übernahm Snitger zunehmend Wartungsarbeiten (ab 1770). Ab 1780 verrichtete er viele Stimmarbeiten und erhielt die entsprechende Vergütung. Jedoch unterzeichnete er nie die Verträge über Neu- oder Umbauten, die sein Schwiegervater abgeschlossen hatte. Bei dessen letztem Neubau in Uithuizermeeden (1780–1785), den Hinsz nicht mehr vollenden konnte, übertrug dieser seinem Meistergesellen Matthijs Hansen Hardorff (1747–1802) und nicht Snitger die Vollendung des Projekts. Nach dem Tod von Hinsz im Jahr 1785 führte Frans Casper Snitger, der mittlerweile über 60 Jahre alt und ledig geblieben war, nicht alleine die Groninger Werkstatt fort. Er ging mit Heinrich Hermann Freytag, mit dem er mehrere Jahre in der Werkstatt von Hinsz zusammengearbeitet hatte, unter dem Namen „Snitger & Freytag“ eine partnerschaftliche Kooperative ein. Ab 1788 trat Snitger fast ausschließlich mit Stimmarbeiten und als Empfänger der Wartungskosten in Erscheinung. Als er 1799 starb, übernahm Freytag die alleinige Leitung der Orgelbauwerkstatt und führte den Orgelbau in den nördlichen Niederlanden zu einer neuen Blüte. Die älteren Neubauten von Snitger & Freytag sind klanglich und optisch noch ganz von Arp Schnitger geprägt. Hingegen ist die äußere Gestalt der späteren Instrumente zunehmend vom Klassizismus beeinflusst.
Snitger wurde wie seine Eltern und Großeltern im lutherischen Glauben erzogen und besuchte die Lutherische Kirche in Groningen, wo er seit 1784 eine Gruft besaß. Jährlich mietete er für zwei Gulden und zehn Stuiver einen Sitzplatz in der Kirche, ebenso wie Hinsz, dessen Platz jährlich drei Gulden kostete. Es ist bezeichnend, dass nicht Snitger, sondern Freytag 1785 als neuer Eigentümer der Orgelwerkstatt einen Monat nach dem Tod von Hinsz dessen Sitzplatz übernahm. Snitger wohnte bis zu seinem Tod in der Harderingestraat in Groningen, unmittelbar neben der Lutherischen Kirche und der Werkstatt von Hinsz. Seine Wohnung gehörte der Lutherischen Kirche. Dort wurde er am 18. November 1799 in seiner Gruft beigesetzt. Die Orgel in Bellingwolde ist das letzte Instrument eines Mitglieds der Orgelbauerfamilie S(ch)nitger.

## Werkliste
Folgende Arbeiten von Snitger & Freytag sind noch weitgehend erhalten. In der fünften Spalte zeigt ein großes „P“ ein selbstständiges Pedal, kleines „p“ ein angehängtes Pedal an.
| Jahr      | Ort                                  | Kirche                    | Bild | Manuale | Register | Anmerkungen |
| --------- | ------------------------------------ | ------------------------- | ---- | ------- | -------- | --- |
| 1785      | Groningen                            | Doopsgezindekerk          |      | I/p     | 8        | 1816 durch Neubau von Johann Wilhelm Timpe ersetzt |
| 1785–1786 | Godlinze                             | Hervormde Kerk            |      | I/p     | 12       | Umbau der Orgel von Arp Schnitger (1704, II/p?/16) in ein einmanualiges Werk (I/p/12); Gehäuse, Prospekt und Großteil der Register erhalten |
| 1786      | Kampen                               | Buitenkerk                |      | II/P    | 20       | Reparatur der Orgel von A.A. Hinsz (1754) |
| 1786      | Zwolle                               | Evangelisch Lutherse Kerk |      | I/p     | 10       | Reparatur der Orgel von Franz Caspar und Johann Jürgen (Georg) Schnitger, die 1917 nach Duurswoude überführt wurde; dort erhalten (Foto) |
| 1787      | Zwolle                               | Sint-Michaëlskerk         |      | III/P   | 64       | Reparatur der Orgel von Arp Schnitger (1721) |
| 1788      | Meeden                               | Benedictuskerk            |      | I/p     | 8        | Reparatur der Orgel von Jost Sieburg/A.A. Hinsz |
| 1788–1790 | Kampen                               | Bovenkerk                 |      | III/P   | 46       | Erweiterung der Orgel (1741–1743) um ein freies Pedal und ein Brustwerk (heute IV/P/56) → Orgeln der Bovenkerk (Kampen) |
| 1790–1792 | 't Zandt                             | Mariakerk                 |      | II/p    | 12       | Umbau der Orgel (1662) auf neuer Empore mit neuen Windladen, Trakturen und Klaviaturen; übernommen wurden 11 Register und ein Großteil des Gehäuses; Ausbau durch 4 zusätzliche Töne im Bass und 2 im Diskant in allen Registern; 3 Register von 1792 erhalten |
| 1792      | Bierum                               | Hervormde Kerk            |      | I/p     | 10       | Neubau; die erste Orgel in der Provinz Groningen mit seitlichem Spieltisch; gut erhalten |
| 1792      | Kampen                               | Waalse Kerk               |      |         |          | Reparatur; nicht erhalten |
| 1792–1793 | Zuidhorn                             | Hervormde Kerk            |      | I/p     | 12       | Neubau als Ersatz für eine ältere Orgel; 1924 erweitert und eingreifend umgebaut; 2012 Restaurierung und Rekonstruktion; Hälfte der Register erhalten |
| 1793      | Ezinge                               | Hervormde Kerk            |      | I/p     | 10       | Umsetzung der Orgel eines unbekannten Orgelbauers (um 1750, Johannes Jacobus Moreau?); zum großen Teil erhalten |
| 1793      | Groningen                            | Martinikerk               |      | III/P   | 47       | Reparaturen an der Orgel der Martinikerk, die heute 52 Register besitzt; Snitger erneuerte bei einigen 32-Fuß-Pedalpfeifen die Füße |
| 1793      | Roden                                | Hervormde Kerk            |      | II/p    | 17       | Reparatur der Orgel von A.A. Hinsz (1777–80) |
| 1794      | Leens                                | Petruskerk                |      | II/P    | 27       | Reparatur der Orgel von A.A. Hinsz (1733–34); Veränderungen im 19. und 20. Jahrhundert |
| 1793–1795 | Zuidbroek                            | Petruskirche              |      | II/P    | 28       | Neubau im Stil des Louis-seize als Ersatz für die alte Orgel von Andreas de Mare (1578); 1853 und 1884 kleinere Umdisponierungen durch Petrus van Oeckelen, ansonsten weitgehend original erhalten                                                             |
| 1796      | Uithuizermeeden                      | Hervormde Kerk            |      | II/P    | 28       | Reparatur der Orgel von A.A. Hinsz; später verschiedene Änderungen durch andere Orgelbauer |
| um 1796   | In Groningen gebaut, heute in Weener | Organeum                  |      | I       | 5        | Bureau-Orgel, die in einen Sekretär eingebaut ist; erhalten |
| 1796–1798 | Bellingwolde                         | Magnuskerk                |      | II/p    | 17       | Neubau; bis auf zwei rekonstruierte Register original erhalten |